# Norddeutsche Bank
Die Norddeutsche Bank war eine von 1856 bis zur Fusion mit der Disconto-Gesellschaft 1895 selbständig bestehende Regionalbank mit Sitz in Hamburg. Sie war in dieser Zeit das größte Kreditinstitut in der Hansestadt. Trotz des Zusammenschlusses bestanden beide Unternehmen zunächst nebeneinander fort. Im Jahr 1929 gingen Disconto-Gesellschaft und Norddeutsche Bank in der Deutschen Bank auf.

## Geschichte
Im Juli 1855 stellte ein Gründungskomitee beim Senat der Stadt Hamburg den Antrag zur Gründung einer Aktienbank. Vorgesehen war dabei neben anderen Geschäftstätigkeiten auch die Ausgabe von Privatbanknoten. Der Senat lehnte diesen Antrag ab. Weitere Versuche zur Gründung stießen wegen der beabsichtigten Emission eigener Banknoten auf Ablehnung der Finanzdeputation. Nachdem 1856 die Vereinsbank gegründet worden war, die auf die Herausgabe von Banknoten verzichtete, haben auch die Gründer der Norddeutschen Bank diesen Teil aufgegeben. Daraufhin wurde die Bank am 15. Oktober 1856 gegründet.
Der wichtigste Geschäftszweig war zunächst die Herausgabe von Anleihen. Neben Anleihen deutscher Staaten waren darunter auch solche skandinavischer Länder. Seit 1866 war die Bank auch im Industriegeschäft tätig. Beteiligt war die Bank u. a. an den Gründungen der Aktiengesellschaften: Norddeutschen Affinerie (1866), Vereinigten Königs- und Laurahütte (1871) sowie der Gelsenkirchener Bergwerks-AG (1873). Den Gründerkrach der 1870er Jahre hat die Bank als eine der ersten überwunden.
Unter den Gründern und Aufsichtsräten waren zahlreiche Privatbankiers, aber auch die Kaufmannschaft war stark vertreten. Acht Firmen/Kaufleute stellten das Gründungskapital von ca. 5. Mio. Mark Banco: das Bankhaus Salomon Heine 1,3 Mio., H. J. Merck & Co. 0,8 Mio., Paul Mendelssohn-Bartholdy 0,7 Mio., J.C. Godeffroy & Sohn, Tesdorpf & Sohn, Ross Vidal & Co., Robert Kayser, Ferdinand Jacobson jeweils 0,5 Mio. Mark Banco. Erster Direktor wurde Joseph Beschütz, bisher Leiter des Bankhauses Paul Mendelssohn-Bartholdy in Hamburg. In den 1870er bzw. 1890er Jahren wurden Rudolph Petersen (1848–1915) und Johann B. Schroeder, die aus führenden Familien Hamburgs stammten, zu Direktoren bestimmt. Aufsichtsratsvorsitzender war von 1856 bis 1893 Gustav Godeffroy, der die Geschicke der Norddeutschen Bank wesentlich bestimmte.
Die meisten Aktien im Zusammenhang mit der Schifffahrt wurden von der Norddeutschen Bank herausgegeben. Insbesondere hatte die Bank seit den 1880er Jahren große Bedeutung für die HAPAG, aber auch für Adolph Woermann und andere Reedereien.
1894 wurde die Norddeutsche Bank Kommanditistin des in Hannover ansässigen Bankhauses Ephraim Meyer & Sohn, mit dem sie seitdem eng zusammenarbeitete.
Darüber hinaus arbeitete sie mit der Disconto-Gesellschaft bei der Finanzierung von Industrieprojekten insbesondere im Ruhrgebiet zusammen. Schließlich kam es 1895 zur Fusion beider Unternehmen. Bis dahin war sie die bedeutendste Hamburger Aktienbank. Ihre Direktoren saßen im Zentralausschuss der Reichsbank und deutlich früher als die Commerzbank war sie im Preußen-Konsortium vertreten. Die Form des Zusammenschlusses war insofern ungewöhnlich, als dass beide Banken auch danach formal weitgehend selbstständig blieben. Die Norddeutsche Bank wurde in eine Kommanditgesellschaft auf Aktienbasis umgewandelt. Dazu übernahmen u. a. Adolph von Hansemann, Max von Schinckel und Alexander Schoeller als persönliche haftende Gesellschafter die Verbindlichkeiten. Die Aktien selbst waren im Besitz der Disconto-Gesellschaft. Gleichwohl war die Bank nunmehr direkt von der Muttergesellschaft abhängig, kamen doch vier der fünf Geschäftsinhaber nach der Fusion von der Disconto-Gesellschaft. Darunter war auch Adolph von Hansemann. Umgekehrt trat der bisherige erste Direktor der Norddeutschen Bank Max von Schinckel als Geschäftsinhaber bei der Disconto-Gesellschaft ein.
1929, mit der Fusion Disconto-Gesellschaft mit der Deutschen Bank, erhielt das Finanzinstitut den neuen Firmennamen Norddeutsche Bank in Hamburg Filiale der Deutschen Bank und Disconto-Gesellschaft. Erst 1932, mit der Umbenennung in Deutsche Bank und Disconto-Gesellschaft Filiale Hamburg, verschwand der traditionsreiche Name aus dem Handelsregister.
Von 1948 bis 1957 gab es noch einmal eine Norddeutsche Bank AG in Hamburg als Teilinstitut der zeitweise aufgespaltenen Deutschen Bank.

## Tochtergesellschaften

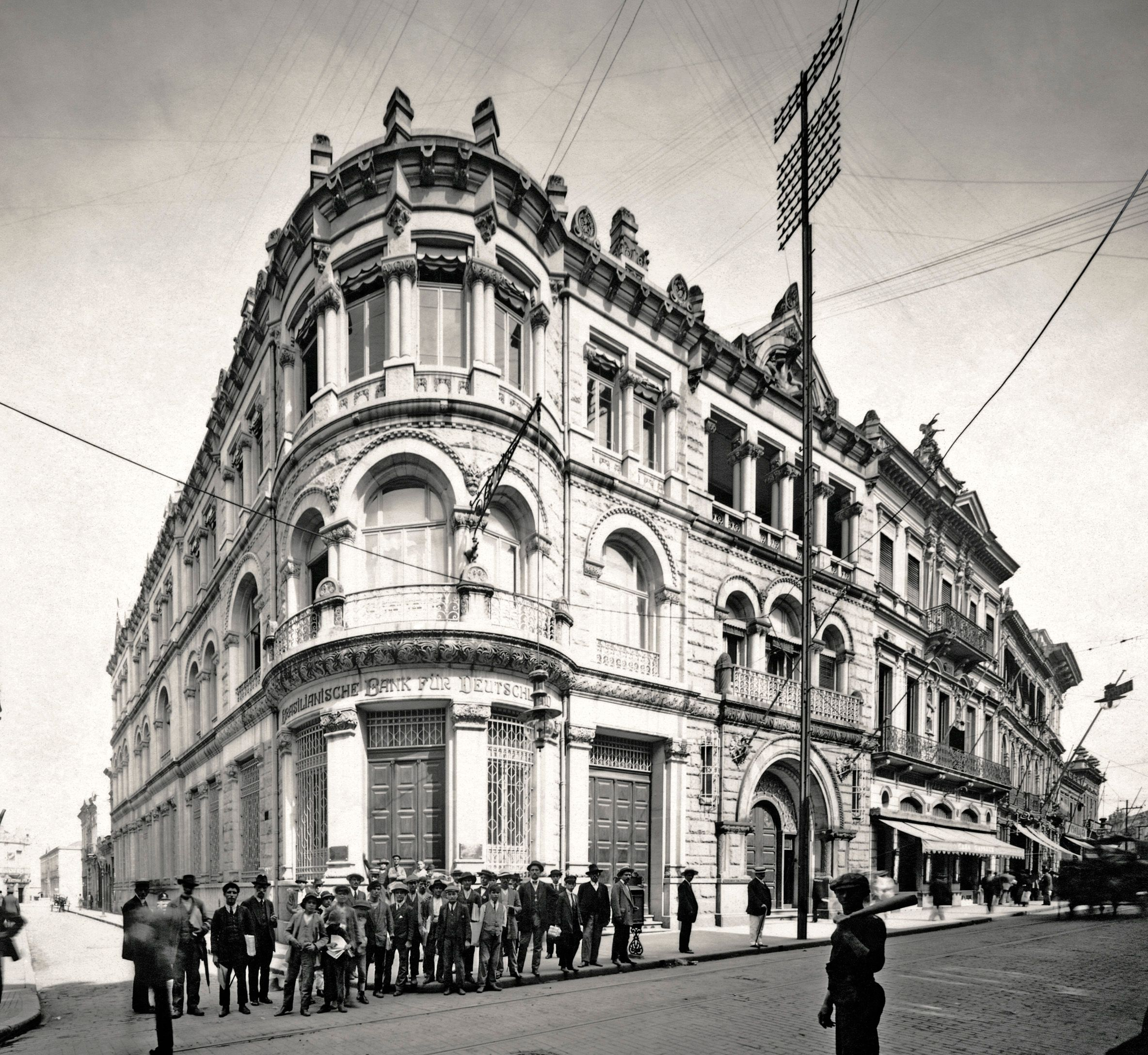
Die Brasilianische Bank für Deutschland in São Paulo, ca. 1910

- 1887: Brasilianische Bank für Deutschland AG (Aktienkapital: zehn Millionen Mark)
- 1895: Bank für Chile und Deutschland AG (Aktienkapital: zehn Millionen Mark)
- 1906: Deutsche Afrika-Bank AG (Aktienkapital: eine Million Mark)[5]